# 海豚

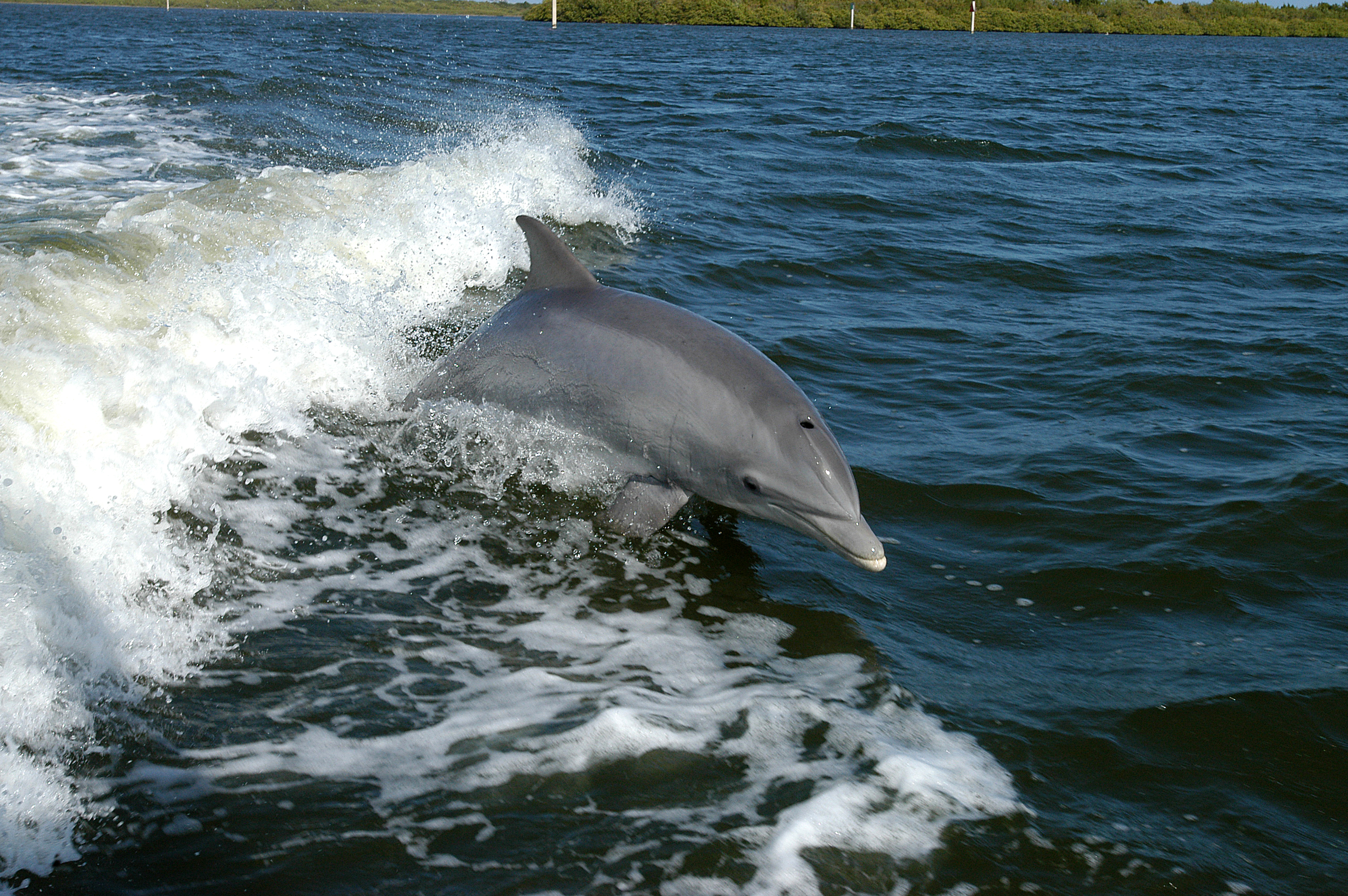
宽吻海豚（Tursiops truncatus）又称瓶鼻海豚，是最常见且最为人熟知的海豚

海豚，中國古称魚獸、魚貍、海狶（又作海豨）、海豚鱼，是对部分小型齒鯨的统称，多指海豚科动物（學名：Delphinidae），广义上泛指海豚科、鼠海豚科与淡水豚类，以及各类史前小型齿鲸，如肯氏海豚科、剑吻海豚科、怀佩什海豚科等。此外，領航鯨、虎鯨等黑鯨類在生物分类学上被归入海豚科，本质上也属於海豚，但在非学术性的日常语境下，牠們因體型較大而被排除在海豚之外。
海豚广泛生活於世界各大洋大陆架附近的浅海区，在内海及江河入海口附近的鹹淡水中也有分布，个别种类见於内陆河流。通常喜欢群居，捕食鱼类、乌贼等。牠们的躯干呈纺锤形，皮肤光滑无毛，身体矫健而灵活，善於跳跃和潜泳，是在水中行动最迅速的哺乳动物。拥有發达的声呐系统，活动时主要依靠回声定位功能，在水中和空气中均有极好的听力。鼻孔在头顶上，用於出水换气。体型从1米长、30千克重（侏海豚）到9.5米长、14吨重（虎鲸）不等，形态特徵也各不相同。
海豚是智商最高的动物类群之一，部分种类的大脑沟回複雜，记忆力很好，能在人类的训练下学会许多动作，并有着温和友善、活潑好动的性格，受到世界各地人民的普遍喜愛。

## 名称来源
在古漢語中，「豚」指「豬」，「海豚」即「海豬」之意，“海豚”一词在《本草纲目》中有记载，描述海豚的大小像数百斤的猪，形状和颜色像鯰鱼，故得名海豚。在臺灣闽南语中海豚被稱為「海猪」或「海豬仔」（hái-tir, hái-tu, hái-ti-á），有“十月忌初五，海豬仔會舞步”的谚语。
海豚的英文名称是由古希腊文 δελφίς（“海中灵魂”）而来，此名称又是由古希腊文 δελφύς转化而来，意为“有子宫的”，也就是“有子宫的鱼”。這是在中古英文時期，從法文吸收的詞語，可回溯至拉丁文，最後回溯至古希臘文。

## 定义和分类

### 定义
关於海豚包括哪些物种，有一些不同的说法，按涵盖范围由窄到宽的顺序列举如下：
- 特指宽吻海豚（瓶鼻海豚 ），牠是海豚科（Delphinidae）中最常见的一種[參⁠ 7]。
- 任何海豚科的物种，即“海洋海豚”。
- 任何海豚科物种及淡水豚类[參⁠ 8]，即海洋海豚和淡水海豚。
- 齿鲸小目（Odontoceti）的部分小型和中型鯨類，包括海豚科、鼠海豚科及淡水豚，三者有相似的骨骼和外觀，但大小和生態不一所以較少人採用。
- 上述第四種定義中撇除黑鯨類（虎鯨、侏虎鲸、伪虎鲸、瓜头鲸、領航鯨和牠們的史前近親），因海豚本定義便包括體型不大一項。

下文採第三個定義。

### 分类
由於海豚的种类很多，下表中只列出归为海豚的各科中的所有属，每个属列举一个典型物种作为例子。
| 科                | 属                 | 物种举例         | 图片         | 注释                                                |
| ----------------- | ------------------ | ---------------- | ------------ | --------------------------------------------------- |
| 海豚科 （）       | 海豚属（）         | 短吻真海豚（）   | 短吻真海豚   |                                                     |
| 海豚科 （）       | 宽吻海豚属（）     | 瓶鼻海豚（）     | 瓶鼻海豚     |                                                     |
| 海豚科 （）       | 露脊海豚属（）     | 北露脊海豚（）   | 北露脊海豚   | 日本称"背美海豚"                                    |
| 海豚科 （）       | 南美長吻海豚屬（） | 南美長吻海豚（） | 南美長吻海豚 | 与亚马逊河豚栖息地相同，但属不同物种。              |
| 海豚科 （）       | 驼海豚属（）       | 中華白海豚（）   | 中華白海豚   | 駝背海豚的建议物种之一 中国国家一级重点保护野生动物 |
| 海豚科 （）       | 细吻海豚属（）     | 长细吻海豚（）   | 长细吻海豚   |                                                     |
| 海豚科 （）       | 糙齿海豚属（）     | 糙齿海豚（）     | 糙齿海豚     |                                                     |
| 海豚科 （）       | 喙头海豚属（）     | 花斑喙头海豚（） | 花斑喙头海豚 |                                                     |
| 海豚科 （）       | 灰海豚属（）       | 灰海豚（）       | 灰海豚       |                                                     |
| 海豚科 （）       | 壇喙海豚属（）     | 沙捞越海豚（）   | 沙捞越海豚   | 又称"弗氏海豚"，为该属唯一已知物种。                |
| 海豚科 （）       | 瓶喙海豚属（）     | 乌色海豚（）     | 乌色海豚     |                                                     |
| 海豚科 （）       | 短鳍海豚属（）     | 短吻海豚（）     | 短吻海豚     |                                                     |
| 海豚科 （）       | 瓜头鲸属（）       | 瓜头鲸（）       | 瓜头鲸       |                                                     |
| 海豚科 （）       | 虎鲸属（）         | 虎鯨（）         | 虎鯨         | 又稱"殺人鯨"或"逆戟鯨"，為海洋中最頂級掠食者        |
| 海豚科 （）       | 小虎鯨属（）       | 小虎鯨（）       |              |                                                     |
| 海豚科 （）       | 偽虎鯨屬（）       | 伪虎鲸（）       | 伪虎鲸       | 中国国家二级重点保护动物                            |
| 海豚科 （）       | 圆头鲸属（）       | 長肢領航鯨（）   | 長肢領航鯨   |                                                     |
| 海豚科 （）       | 澳洲海豚属（）     | 澳洲海豚（）     |              | 仅存化石                                            |
| 恒河豚科 （）     | 恒河豚属（）       | 恒河豚（）       | 恒河豚       |                                                     |
| 亚马逊河豚科 （） | 亚马逊河豚属（）   | 亚马逊河豚（）   | 亚马逊河豚   |                                                     |
| 白鱀豚科 （）     | 白鱀豚屬（）       | 白鱀豚（）       | 白鱀豚       | 中国国家一级保护动物                                |
| 拉河豚科 （）     | 拉河豚屬（）       | 拉河豚（）       | 拉河豚       |                                                     |

此外，鼠海豚（齒鯨亞目鼠海豚科），並不屬於海豚。而虎鯨及一些相關的鯨類則屬於海豚科，因此也被歸類為海豚，即使在日常用語中我們常稱牠們為「鯨」。海豚科中，共有以下六種動物平常被稱為「鯨」，但嚴格的區分上是屬於海豚的：
1. 瓜頭鯨
2. 虎鯨，俗名：殺人鯨
3. 小虎鯨（ ）
4. 伪虎鲸，又稱擬虎鯨
5. 長肢領航鯨，俗名：圓頭鯨或大西洋領航鯨 
6. 短肢領航鯨，俗名：圓頭鯨或太平洋領航鯨

## 演化
海豚，還有鯨與鼠海豚，是由陆生哺乳动物演化而成的。牠们的祖先可能最接近於偶蹄目的种类，外表类似於狼，属於已灭绝的中兽科，於五千万年前的始新世时期进入水中生活。在这个过程中，牠们原本被毛的体表变成了光滑的皮肤内有一层很厚的脂肪层以隔绝冷水的温度，身形变为流线型适於在水中游泳，外耳结构逐渐消失，鼻子移到头的顶部成为呼吸孔以便於在水面呼吸。
现代海豚的骨骼中，位於骨盆處有兩隻棒狀的骨頭被認為是退化的後肢。在2006年10月，人们在日本捕获了一头特殊的瓶鼻海豚，牠的生殖器狭缝旁边有两片鰭肢，这个特徵被科学家们认为是退化的四肢的一个显著的發展结果。

## 解剖学

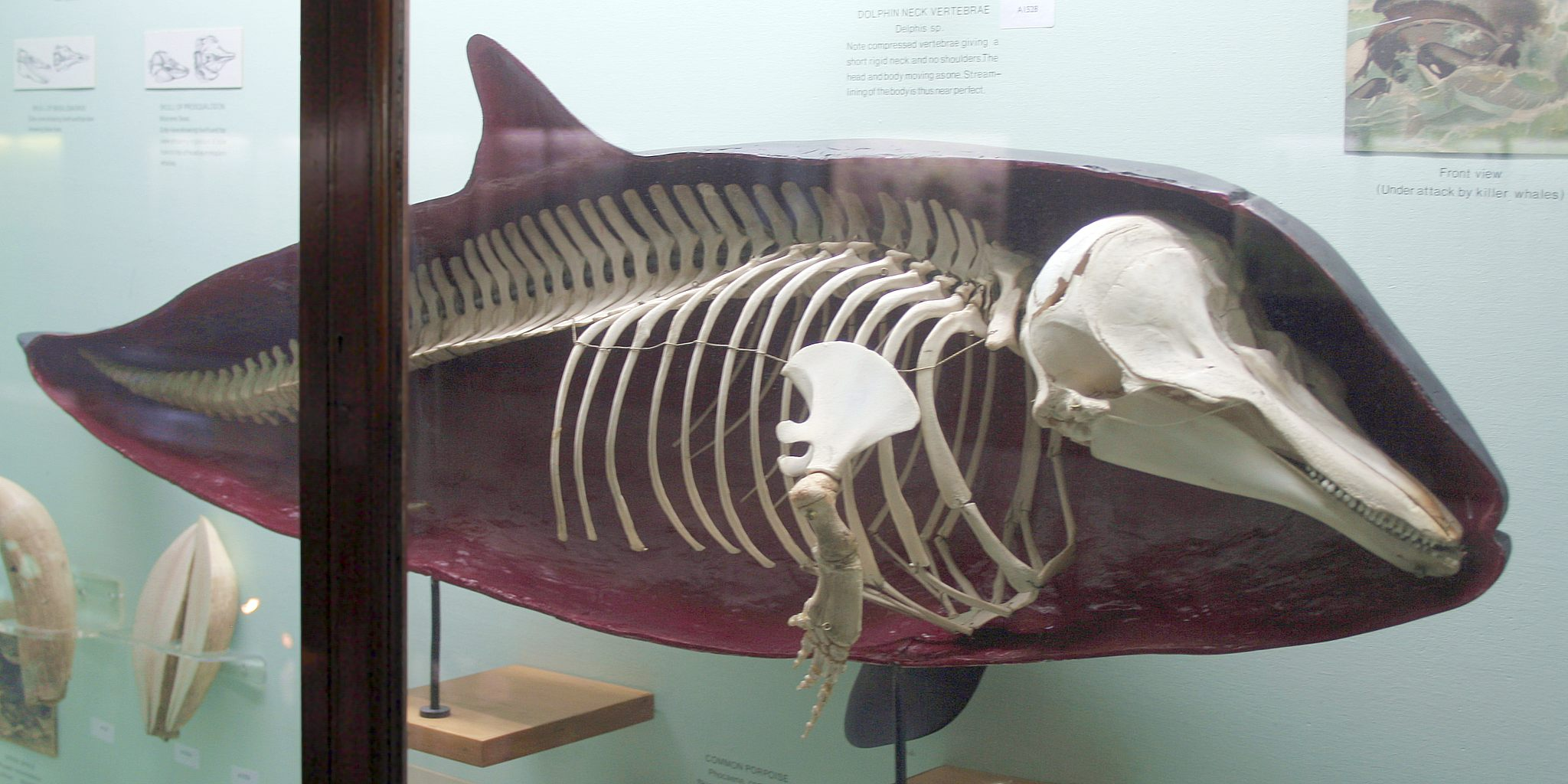
海豚的皮與骨頭，霍尼曼博物館

海豚平均身长1–2米，最大的海豚要属虎鯨，其身长可超过9米。牠的身体呈流线形，适合在水中快速游动。头部有特殊的额隆结构，用於發声与回声定位。海豚具有以下几个区别於其他齒鯨亞目物种的特徵：
- 第一、二节颈椎结合为一体。
- 肋骨数较少。
- 两个下颌骨發展至长达颌部的三分之一的长度。
- 牙齿不锐利。

### 表皮
海豚的皮肤轻软如绸缎，质地似海绵。海豚每二小时更新一次外表皮肤层的细胞，以保证降低逆流情况的出现，同时允许高达时速60公里的游速和从水中跳跃到高至7米的空中动作。这些优异的特徵通过学者的研究，被应用於潜水衣的制作和造船技术中。
与大多数哺乳动物不同的是，绝大多数海豚的体表并没有毛髮，雖然刚出生短期內吻突附近一圈有少量的毛，但不久就会消退。唯一的例外是亚河豚，其吻部周围有一些短小的毛髮。

### 气孔
海豚没有气孔、鼻孔之分，只有用於呼吸的一个噴氣孔，位於上额顶端，这个特徵区别於鬚鯨亞目的物种。进出呼吸全部通过這個孔进行，而非嘴吻。呼出动作在水下进行，浮水后进行呼进动作，再次潜水时鼻孔紧闭，以避免海水渗入肺部。海豚的鼻腔并未起到任何嗅觉功能。海豚的呼吸动作与人类一样，属於自主动作，因此，在水中失去知觉的海豚会很快地窒息而死。对海豚进行麻醉手术时需提供人工呼吸或其他的供氧方式。

### 大脑
海豚的大脑半球较其他的鯨目物种大，其嗅球明显退化缩小，相反，發声部分比较發达。 海豚的脑组织甚至比许多灵长类物种（猩猩、大猩猩、黑猩猩）的大脑还要複雜。大脑皮质相当複雜，脑回和神經元的数量也很多。海豚的智力商数可能比除人类以外的灵长类物种还要高，但数据的容载量却比灵长类低。

### 回声定位

海豚回声定位示例图

其頭部內有用來回聲定位的鯨蠟。海豚的回声定位原理与蝙蝠相同，一个部位用於發声，另一部位接收回音。發声时，额隆将声波集中成一束束平行线發出。收听时，下颌的骨骼组织将分散的声波集中传送至位於下颌后部的内部耳朵。海豚根据回声的强弱，判断前方障碍的远近、大小。回声定位功能给予海豚在深海的黑暗环境中捕猎的本领。

### 其他
多数海豚物种拥有显而易见的吻突，有些種的嘴比較彎曲，因此看起來像是微笑。此外诸多海豚物种的下颌骨上还长有小圆锥形的钝齿，一些種的牙齒數量可以達到250顆。
海豚身上的創傷，如鲨鱼咬傷等可以快速痊愈，連一些非常深的傷口也不容易導致海豚因出血而死，但其具體原因未知。此外，這些傷口連感染都很少發生。

## 习性

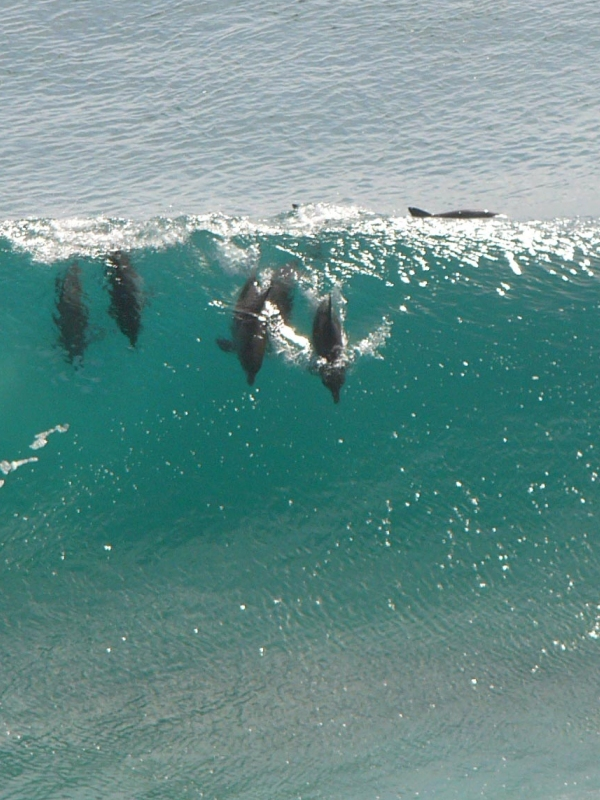
一群海豚在澳大利亚昆士蘭州的鯛魚岩（Snapper Rocks）冲浪。

### 社会行为
海豚是社会性的动物，一群海豚的数量一般可达十几头。而在食物非常充裕的水域，成群的海豚有可能临时组成“超级群”，数量甚至可以超过1000头。海豚个体之间用各种声音交流，还会發出超声波作回声定位之用。一群海豚中的成员位置并不严格固定，不同的群中發生交换的情况也时有發生，但是有研究表明，同群的海豚之间会建立起很强的社会关系，有时会在受伤或者生病的个体身边停留并照顾，帮助牠呼吸，甚至如果必要，帮助其浮上水面。
海豚这种利他性的行为并不仅仅局限於牠们自己的物种内部。在新西兰，人们曾经观察到一头名叫的海豚帮助一只雌性小抹香鯨和牠的幼崽离开牠们搁浅数次的浅水区域。也曾有过关於海豚以在游泳的人类旁边不停绕圈的方式，保护人类不被鲨鱼伤害(學者發現海豚遇到鯊魚時，本來就會聚集繞圈以自保。那名泳客僅是幸運，剛好待在海豚繞的圈子裡)。
海豚的群体也表现会培养后代的特点，并且和人类以及其他灵长类动物培养后代的方式不同。2005年5月，人们在澳大利亚發现东方宽吻海豚在教幼年的海豚成员使用工具。牠们在觅食的时候为了保护自己，将嘴部用海绵包裹住，这种只能靠后天学习而得来的知识通常是由母亲传授给女儿，与类人的灵长目动物传给两种性别的后代不同。海豚的另一种学习行为在巴西的一种淡水海豚中被發现，一些雄性海豚用水草和树枝装饰自己以展示自己的雄性特徵。

### 繁殖和性行为
雌海豚在达到性成熟之前就開始性活躍，但不同海豚的性成熟時間並不一樣。 成熟之後开始排卵，但具有生育能力还需等到若干年后。雄海豚在达到性成熟后则可以立刻开始交配。牠们会在寻觅到合适的雌海豚后开始交配。海豚的性前戲很長，但實際腹部對腹部的性交卻很短，只是會在短時間內重複多次。之后则不会留在雌海豚身边。
雌海豚的妊娠期为12个月。到了分娩的时候，其他的雌海豚会聚集在一起保护要分娩的雌海豚，以防鲨鱼等天敌。雌海豚会将身体弓起，然后奋力向前游出，同时大幅度地甩摆尾部，直至小海豚的尾部露出母体。小海豚出生后会立刻游出水面呼吸，然后回到母亲身旁。
海豚會進行不以繁殖為目的的性行為，甚至會以喙部摩擦生殖器來自慰。此外在海豚中也觀察到了同性性行為。 許多種的海豚會和非同種海豚交配。交配時雄性會變得非常暴力。 在發情期，一些雄性海豚通過帶有恐嚇意味的行動會將雌性聚集起來，以便增加交配的成功機率。 偶然的情況下，海豚還向包括人類在內的其他生物表現出性需求。

### 睡眠

睡眠时的海豚在摆尾

海豚的大腦有两个半球可以轮流休息，所以也可以说海豚是「不需睡眠」的。
一般来说，海豚慢波睡眠时只有一个大脑半球在休息，所以此时牠可以有足够的意识来呼吸以及观察周围是否有捕食者或者其他危险。不过，睡眠的早期几个阶段可能会同时發生在两个大脑半球中。
在实验环境下，被麻醉后的海豚在睡眠的开始会进入一个双眼闭合，对外界轻微的刺激无反应的阶段。在此过程中，海豚的呼吸作用是自动进行的：尾部在划水以保持呼吸孔浮在水面之上。但野生的海豚中是否会进入这个睡眠阶段还不为人所知。印度海豚和其他海豚的睡眠方式不同，由於水流湍急，需要注意躲避水中漂浮的碎片以免受伤，这些海豚的完全睡眠时间控制在4-60秒之间。

### 發声

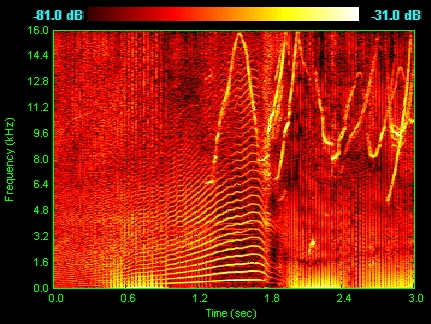
海豚發声的声波频谱图，包括口哨声，呜呜声和嘀嗒声以分别以倒“V”字形，水平条纹和竖直线条的形式在图中显示。

海豚可以用位於呼吸孔下面的鼻气囊發出各种频域很宽的各种声音。人们将海豚發出的声音大致分为三类：调频的口哨声，脉冲式的声音，和嘀嗒声。海豚一般用口哨声和脉冲式的声音来进行沟通，但这种能力的很多方面还不为人类所了解，不过至少，人们现在知道有些种类的海豚会用口哨声来标识自己的身份。连续的一系列嘀嗒声通常都有指向性，用来作回声定位，嘀嗒声会随着与目标物体距离缩短而变得更密集，而且这是所有水生哺乳动物中能發出的响度最大的一种声音。

### 跳跃和娱乐
海豚有时会跃出水面，做一些类似於杂耍的动作，并且喜欢在大浪里跳跃翻滚。人们还不确定这种行为的目的，目前的猜测有：在观察水面以上的可以确定鱼群位置的信号（比如海鸟的位置），与其他海豚进行通讯，摆脱附在体表的寄生生物，或者只是单纯为了娱乐而已。
娱乐在海豚的文化中是很重要的一个组成部分。海豚喜欢玩海藻，也喜欢与其他的海豚打闹。有时，牠们甚至会主动去骚扰其他的生物，比如戏弄海鳥和海龟等，此外，也有觀察紀錄證實海豚會戳咬河魨，以吸入河魨毒素達到興奮愉悅的效果，類似人類的吸毒行為。
很多海豚十分喜爱乘着海浪冲浪，有时利用船只经过掀起的波浪从一个浪尖跳跃到另一个浪尖，还会和游泳者一起玩耍。人们通过观察在水族馆里的海豚，發现牠们会自己制造和控制水中的气泡，以及發明一些其他複雜的娱乐方式
。

## 与人类的关系

### 神话传说
海豚长期在人类文化中扮演着重要的角色。例如在希腊神话中很常见，有很多古希腊的硬币上刻有人类或者神智骑在海豚背上的图案。古希腊人很喜欢海豚，他们认为看到海豚在船周围的波浪中是一个好兆头。传说中阿里翁曾被所乘船上的水手抢劫，被迫跳海；一只海豚被他的歌声打动，因而把他救上岸，在伯罗奔尼撒最南端的马塔潘角。当地还有波塞冬的神庙和阿里翁骑着海豚的雕像。在印度神话中， 恒河豚与守护恒河的神明有着密切的关系，传说中的摩伽罗就经常以海豚的形象出现，作为恒河女神和伐楼拿的坐骑。

### 治疗疾病
海豚在动物辅助疗法中，正被越来越多地用做治疗一些精神疾病和發展迟缓症。例如，2005年一项研究發现海豚可以帮助缓解一些患者抑郁症的症状，但也有怀疑指出，没有证据表明海豚疗法比一般的宠物疗法效果明显更好

### 军事用途
人们训练海豚从事各种军事活动，例如寻找水雷，搜寻失踪水兵等等。在越南战争期间，就有过美國海軍训练海豚专门刺杀越南潜水员的传闻，当时美国海军官方拒绝承认训练海豚用於作战，直到2005年8月卡特里娜飓风后，有报道称美军训练36只用来發射致命的毒镖枪攻击水下间谍和恐怖分子的海豚失踪，美军才承认训练过这样一批军事海豚，但否认牠们已失踪。 据媒体报道，俄罗斯海军曾经出售一批用於执行刺杀任务的海豚给伊朗。
而烏克蘭海軍亦曾擁有海豚部隊，該部隊於俄羅斯接收克里米亚時投誠俄羅斯海軍，現由俄羅斯海軍擁有，是世界上唯二的軍事海豚部隊。
基於這層關係，某些軍事題材作品有著以海豚做為武器的設計，例如《紅色警戒》遊戲系列中，海豚是一種可以發射超音波的海上部隊。

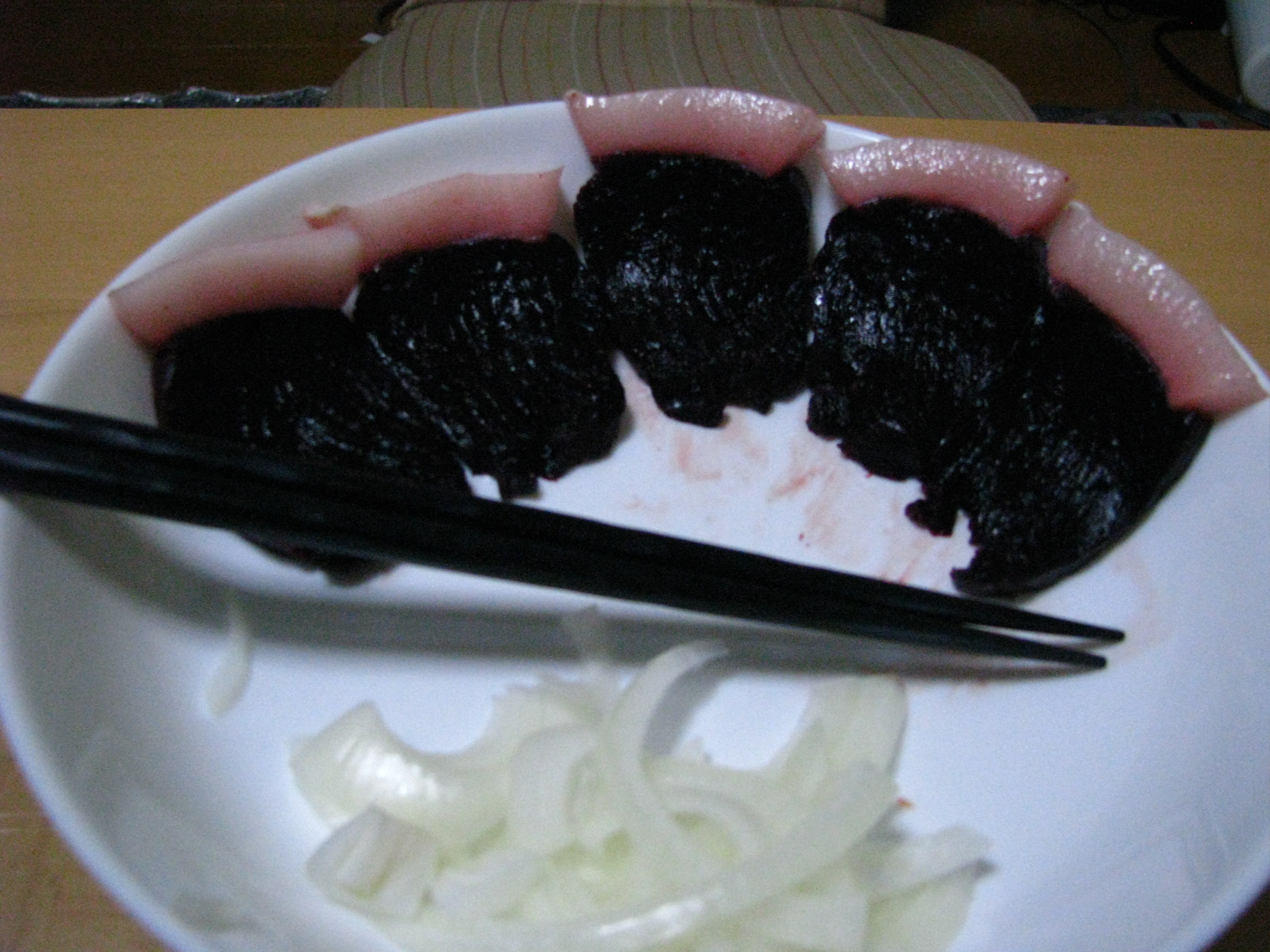
日本的海豚肉刺身。

### 饮食文化
尽管饱受批评，但世界上仍有一些国家保留着吃海豚肉的饮食传统，例如日本和秘鲁（在秘鲁海豚肉被称作，意为“海猪排”）與台灣（在宜蘭縣、雲林縣等地漁民稱海豚肉為“海豬仔肉”）。
英國「環境調查協會」（EIA）的2000年代初研究報告指出，日本將海豚與鼠海豚肉當作鯨魚肉非法販賣，其中含汞量平均為2.05ppm，甲基汞含量平均為1.13ppm，均高於日本的食品安全規定「海產類含汞量不得超過0.4ppm」。
2010年第82屆奥斯卡金像奖最佳紀錄片《血色海灣》中，導演以一個海洋生態保護者的角度，記述了日本和歌山县東牟婁郡太地町的漁民於每年海豚節驅獵捕殺海豚的傳統。
海豚肉的肉质紧密，颜色由深红至黑红色。日本人食用海豚肉时，一般将其切成细长条的刺身，搭配以葱、芥末和薑等佐料生吃。日式的烹饪海豚肉通常切成方块形状，再用油炸或者炖的方式做熟以后配味噌酱吃，熟的海豚肉味道接近於牛肝。海豚肉含汞量高，並不適合食用。

### 性關係
已有許多人與海豚發生性行為的紀錄，著名的紀錄包括美国作家布伦纳。

## 生存威胁
自然界中的海豚受到的威胁主要来自人类，包括人类捕猎海豚和人类制造的环境污染等。其中部分属中的海豚，例如白鱀豚很可能已经灭绝。

### 捕猎海豚
尽管有多种海豚的生存都濒临危机，而且海豚肉中發现重金属和农药含量过高，每年仍有数以万计的海豚在世界各地被捕杀为人类食用。捕杀海豚的活动在日本、俄羅斯、丹麥法罗群岛、秘鲁以及所罗门群岛等地都很普遍。

#### 日本

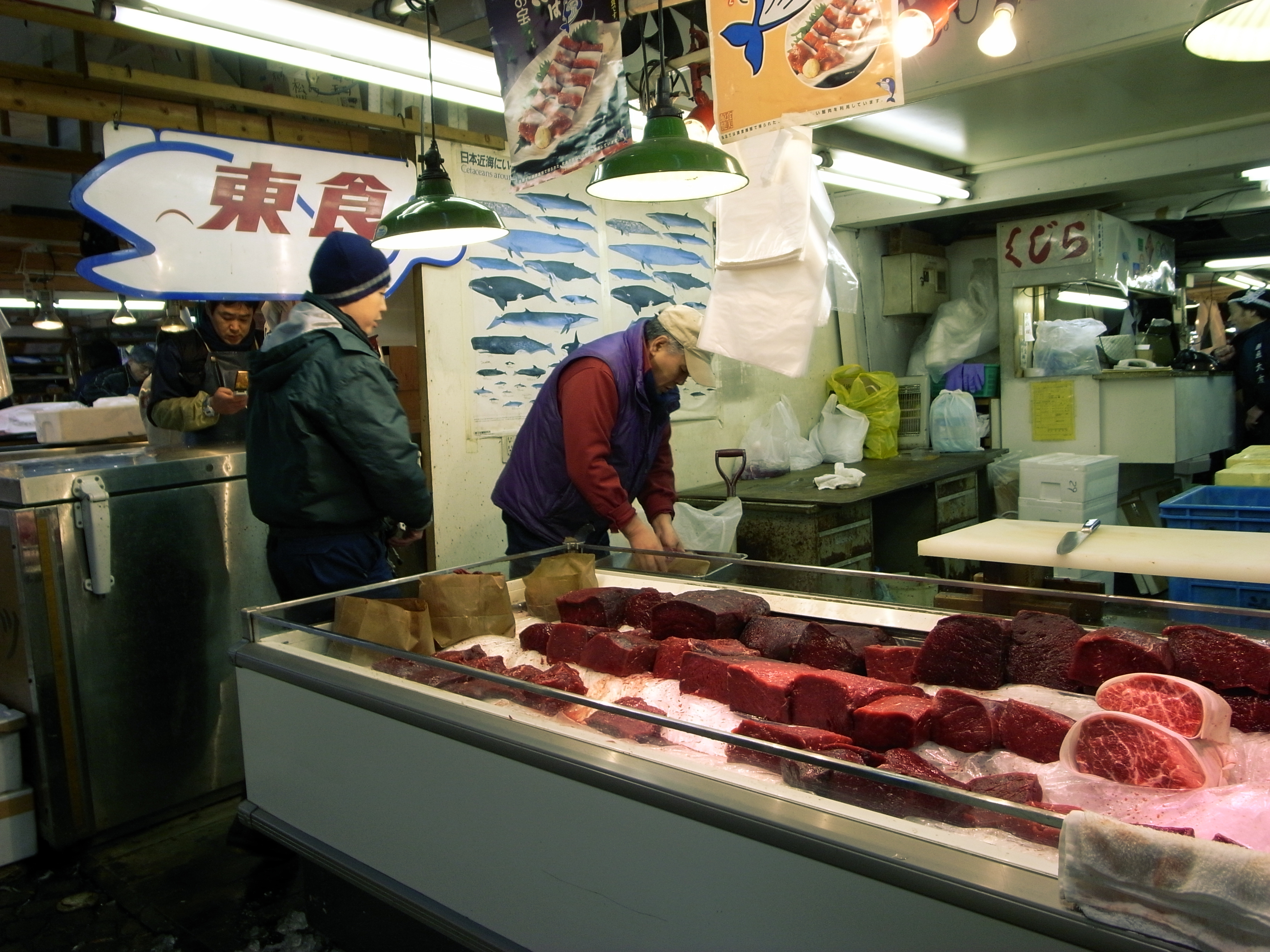
在日本築地市場出售的鲸和海豚的肉。

在日本，渔民们主要以條紋原海豚、点斑原海豚、灰海豚和瓶鼻海豚为主要捕猎对象，偶尔也会捕杀伪虎鲸和虎鯨。仅在2007年一年中，有统计记录的就有384头條紋原海豚、300头瓶鼻海豚、312头灰海豚以及243头太平洋领航鲸被日本渔民的渔船围捕，还不包括在近海用鱼叉捕杀的各种海豚。
位於紀伊半島的太地町以捕鲸和海豚闻名，按照当地徐福教传统，人们每年约有一半时间在从事捕猎活动。2007年，当地提出一项增进捕杀海豚活动的计划，预算3亿日元建造大规模的鲸类屠宰场，并在日本全国范围内推广海豚肉。在外界的批评和压力下，2009年太地町大约捕获了50头领航鲸和100头瓶鼻海豚，其中全部的领航鲸被杀，30头瓶鼻海豚被卖到水族馆，剩下70头瓶鼻海豚被放生。
尽管日本政府对海豚类的捕猎数量有限制，每年用各种方式最多捕猎685头條紋原海豚，1018头瓶鼻海豚，541头灰海豚和369头圆头鲸，但据一些怀疑日本政府的组织估计，每年的日本实际捕猎的海豚数量约有25000头。被捕到的海豚还会被卖给中国大陆、台湾、韩国 及埃及从事娱乐表演。

#### 法罗群岛

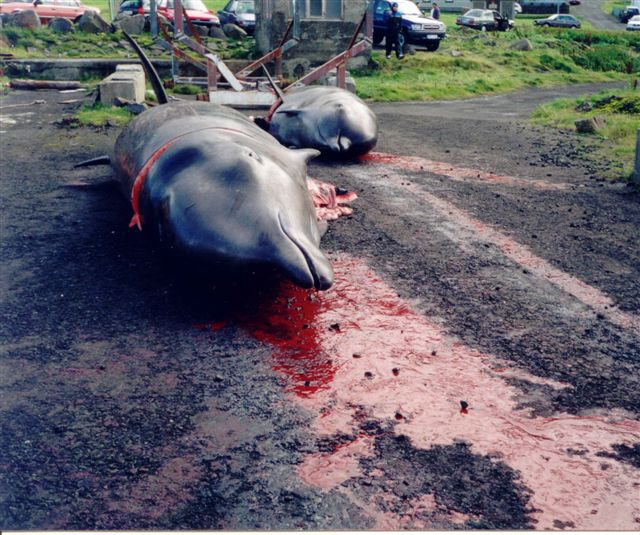
在法罗群岛上两头颈部被割断的海豚

与日本類似，法罗群岛人主要捕猎海豚作为食用材料，他们的捕杀对象一般是各种领航鲸类的海豚，但偶尔也会捕猎一些瓶鼻海豚，一年中没有固定的季节，只要渔民看到有海豚群出现，就会出海捕猎。当地通常的捕猎方法是驾船驱赶海豚，挡住牠们返回海洋的去路，直到岸边水域搁浅，然后用钩子钩住其呼吸孔，拖到陆地上来，再割断脖子，每年有数千头领航鲸以这种方式在法罗群岛附近被杀。目前一般认为这样的捕杀量并不会造成对领航鲸种群生存的影响，但残忍的捕猎方式是一些国际组织批评的重点。

### 环境污染
人类制造的重金属、塑料以及其他降解速度很慢工业和农业污染物都容易在海豚的身体里聚集。此外，人类制造的水下噪声污染对海豚也是一大威胁，例如海军使用的声纳系统，海军射击演习，以及各种离岸建设项目都会对海豚造成伤害。已知的影响包括增加海豚的精神压力，损伤听觉系统，甚至在这些噪声和振动迫使海豚快速浮上水面以躲避水下噪声时导致减压症。

## 延伸阅读
- 速度最快的动物列表
- 鲸歌（鲸类發出的声音）
- 《血色海灣》（2009年首映的美国纪录片，揭發了日本和歌山县東牟婁郡太地町渔民常年濫殺海豚的残虐行径）
- 《溫特的故事：泳不放棄》（2011年首映的美国电影，讲述了一名11歲的少年和一隻受傷海豚的勵志故事）
- 《溫特的故事：泳不放棄2》（2014年首映的美国电影，《溫特的故事：泳不放棄》的续作）